# Gemeinlot

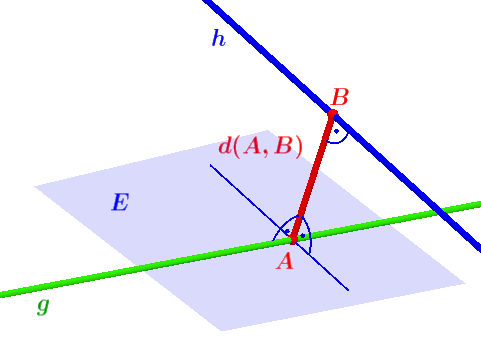
Sei die Gerade auf der Ebene und Ebene weiters die Ebene parallel zur Geraden, dann ist das Gemeinlot der Geraden und.

Das Gemeinlot ist ein Begriff aus der Mathematik insbesondere aus der analytischen Geometrie. Der Begriff bezeichnet den Abstand zweier zueinander windschiefer Geraden. Man spricht auch vom gemeinsamen Lot der beiden Geraden. Die Strecke, die das Gemeinlot beschreibt, liegt auf der Minimaltransversalen der Geraden. 

## Definition
Das Gemeinlot ist die Strecke, deren Endpunkte jeweils auf einer der beiden windschiefen Geraden liegen und die senkrecht zu beiden Geraden verläuft. Ihre Länge kennzeichnet den kürzesten Abstand dieser beiden Geraden.

## Berechnung
Das Gemeinlot lässt sich (im dreidimensionalen Fall) mit Methoden der analytischen Geometrie folgendermaßen bestimmen:
Die Geraden {\displaystyle g} und {\displaystyle h} seien gegeben durch die Parametergleichungen
{\displaystyle g\colon {\vec {X}}={\vec {A}}+\lambda {\vec {u}};\qquad h\colon {\vec {X}}={\vec {B}}+\mu {\vec {v}}}.
Ist {\displaystyle {\vec {n}}} ein Normalenvektor der Richtungsvektoren {\displaystyle {\vec {u}}} und {\displaystyle {\vec {v}}}, beispielsweise das Kreuzprodukt dieser Vektoren, so entspricht der Ansatz
{\displaystyle {\vec {A}}+\lambda {\vec {u}}+\nu {\vec {n}}={\vec {B}}+\mu {\vec {v}}}
einem linearen Gleichungssystem, das sich nach {\displaystyle \lambda }, {\displaystyle \mu } und {\displaystyle \nu } auflösen lässt. Einsetzen dieser Parameterwerte in die Gleichungen der Geraden {\displaystyle g} und {\displaystyle h} ergibt die Ortsvektoren der beiden Fußpunkte des Gemeinlotes und damit dessen Gleichung.